# Helge Andersson (konstnär, 1908–1973)
Karl Helge Andersson, född 27 december 1908 i Göteborgs Haga församling, död 1 juni 1973 i Härlanda församling i Göteborg, var en svensk konstnär. 
Han var son till konsthantverkaren Karl Benjamin Andersson och Elin Maria Hagman och bror till Yngve Andersson. Han var som konstnär autodidakt. Andersson konst består av impressionistiskt hållna kustlandskap och stilleben.